# Liste von Tropfsteinhöhlen
Dieser Artikel stellt eine Liste von Tropfsteinhöhlen dar.

## Tropfsteinhöhlen inBosnien und Herzegowina
- Die Hrustovačka-Höhle (Hrustovačka pećina) ist eine weitgehend unbekannte Tropfsteinhöhle in Nordwestbosnien.
- Tropfsteinhöhle Orlovača, Karst-Höhle bei Pale.

## Tropfsteinhöhlen inDeutschland
- Die Atta-Höhle besitzt eine Vielzahl von Tropfsteinen, darunter außergewöhnliche Sinterfahnen
- In der Karls- und Bärenhöhle ist ein rekonstruiertes Skelett eines Höhlenbären ausgestellt. Die Karlshöhle bei Sonnenbühl ist mit ihr verbunden.
- Die Bilsteinhöhle bei Warstein im nördlichen Sauerland ist eine Schauhöhle mit aktiver, wasserdurchflossener unterer Etage und Kulturhöhle (Funde aus der Mittelsteinzeit, der Glockenbecher-, Urnenfelder und Eisenzeit) mit robustem Sinterschmuck
- Die Binghöhle bei Streitberg in der Fränkischen Schweiz ist eine etwa 300 Meter lange, heute trockenliegende ehemalige Flusshöhle. Sie wurde 1905 entdeckt und wird als Tropfstein-Galeriehöhle bezeichnet. In dem Flusslauf bildeten sich zahlreiche Tropfsteine verschiedener Art.
- Die Charlottenhöhle ist eine Schauhöhle bei in Hürben.
- Die Dechenhöhle ist eine Schauhöhle in Iserlohn im Sauerland; neben ihr befindet sich das Deutsche Höhlenmuseum
- Die Drachenhöhle Syrau besitzt einige ungewöhnliche Tropfsteinformationen, zum Beispiel das Elefantenohr.
- Die Eberstadter Tropfsteinhöhle mit einer Länge von ungefähr 600 Metern wurde 1971 im Muschelkalk bei Buchen (Odenwald) entdeckt.
- Die Feengrotten bei Saalfeld sind durch die farbigen Tropfsteine bekannt geworden.
- Das Herbstlabyrinth bei Breitscheid im Westerwald wurde erst 1993 entdeckt und ist das größte Höhlensystem Hessens. Die unterschiedlichsten Arten von Tropfsteinen kommen hier vor.
- Die Iberger Tropfsteinhöhle bei Bad Grund (Harz) gehört seit 1874 zu den berühmten Schauhöhlen.
- Der seit Jahrhunderten bekannte Höhlenteil der König-Otto-Tropfsteinhöhle ist stark beschädigt, doch die neu entdeckte Adventhalle besitzt eine überwältigende Ansammlung von Tropfsteinen. Darunter sind auch Kristallrasen, Wasserstandsmarken und Sinterperlen.
- Die Laichinger Tiefenhöhle ist eine der tiefsten Tropfsteinhöhlen Deutschlands.
- Die Nebelhöhle besitzt den Rest eines abgesägten Stalagmiten, der nach dem Zweiten Weltkrieg zur Restaurierung des Ludwigsburger Schlosses benutzt wurde.
- Das Schulerloch ist eine begehbare Tropfsteinhöhle im Landkreis Kelheim.
- Die Sophienhöhle besitzt den Millionär, einen massiven Stalagmiten, der aber trotz des Namens nicht das Alter von einer Million Jahre erreicht hat. Zusammen mit dem darüber befindlichen Stalaktiten und den einrahmenden Sinterfahnen stellt er eine beeindruckende Formation dar
- Die Teufelshöhle bei Pottenstein gehört mit einer Gesamtlänge von 3000 Metern, von der gut die Hälfte für Führungen begehbar gemacht wurde, zu den größten Tropfsteinhöhlen in Deutschland. Besondere Sehenswürdigkeiten dieser Höhle sind die Nibelungengrotte mit ihren Sintersäulen und der nach Kaiser Barbarossa benannte, auffällige Stalagmit, im Mittelpunkt des Barbarossadoms.

## Tropfsteinhöhlen inGriechenland
- Die Höhlen von Pyrgos Dirou bei Areopoli sind eine der touristischen Hauptattraktionen der Halbinsel Mani auf dem Peloponnes.
- Auf der Insel Kreta befindet sich in der Umgebung von Rethymnon beim kleinen Ort Melidoni die gleichnamige Tropfsteinhöhle mit einem christlichen Altar im Hauptraum.
- Im Grenzgebiet der Provinzen Makedonien und Thrakien befinden sich die Alistrati-Höhle mit sehr seltenen Tropfsteinformationen wie dem größten Diskus der Welt und die Höhle von Agiti, die sich durch die Besonderheit eines unterirdischen Flusslaufes auszeichnet, weswegen hier nur Stalaktiten, aber keine Stalagmiten besichtigt werden können.
- Die Höhlen von Melissani und Drogarati auf Kefalonia.

## Tropfsteinhöhlen in Irland
- Killavullen Caves

## Tropfsteinhöhlen inItalien
- Die Grotta di Frasassi bei Genga (Marken), besitzt spektakuläre, strahlend weiße Tropfsteine, in der großen Halle sind riesige, bis zu 20 m hohe Tellerstapelstalagmiten zu sehen. Die Höhle heißt eigentlich Grotta Grande del Vento, sollte aber nicht mit der folgenden Grotta del Vento verwechselt werden.
- Die Grotta del Vento, Vergemoli ist eine spektakuläre Schauhöhle, und besitzt drei Abschnitte die sehr unterschiedlich sind, Druckröhren mit Fließfacetten, Tannenbäumchen aus Lehm die ganze "Wälder" bilden, und Schächte die auf Treppenanlagen bestiegen werden. Zudem besitzt sie auch eine Vielzahl von Tropfsteinen.
- Am Ende der Grotte di Castellana befinden sich Stalaktiten und Stalagmiten, die im stehenden Wasser von Kalzitkristallen überkrustet wurden.
- Die Grotte di Toirano sind mehrere Höhlen im Karstgebiet der Ligurischen Alpen bei Toirano, mit einigen sehr großen Stalagmiten, wie dem 8 Meter hohen Turm von Pisa, den berühmten "concrezioni mamellonari", Funden von Ursus spelaeus, Spuren des Homo heidelbergensis, Spuren unserer Vorfahren aus der Steinzeit und der Römer

## Tropfsteinhöhlen inKroatien
- Auf der Insel Krk befindet sich nahe der Ortschaft Rudine die Biserujka-Höhle.

## Tropfsteinhöhlen inÖsterreich
- Das Katerloch ist die tropfsteinreichste Höhle Österreichs. Sie befindet sich bei Dürntal (Gemeinde Naas) in der Steiermark.
- Die Obir-Tropfsteinhöhlen wurden erst vor wenigen Jahren als Schauhöhlen eröffnet und besitzen viele außergewöhnlich schöne weiße Tropfsteine.
- Die Gassel-Tropfsteinhöhle beherbergt neben einem reichen Tropfstein-Vorkommen auch eine besondere Sinterform, die Höhlenperlen.
- Die Hermannshöhle in Niederösterreich bei Kirchberg am Wechsel ist als Schauhöhle eingerichtet.
- Die Lurgrotte ist die größte aktive Wasserhöhle Österreichs. Sie liegt etwa 25 Kilometer nördlich von Graz.
- Die Griffner Tropfsteinhöhle gilt aufgrund ihrer farbenprächtigen Tropfsteinformationen als die "bunteste Tropfsteinhöhle Österreichs"

## Tropfsteinhöhlen in derSchweiz
- Die St. Beatus-Höhlen am Thunersee sind mit einem Rundgang von ca. 1 km touristisch gut erschlossen.
- Bei den Grotten von Vallorbe VD entspringt die Orbe aus einer Karstquelle.
- Die Höllgrotten bei Baar ZG sind im Vergleich zu den meisten Tropfsteinhöhlen sehr jung, kaum 3000 Jahre alt.
- Das Hölloch bei Muotathal ist mit mehr als 210 km bekannter Länge das längste Höhlensystem in Europa. Es kann nur als geführte Tour besucht werden.

## Tropfsteinhöhlen in derSlowakei
- Demänováer Tropfsteinhöhle

## Tropfsteinhöhlen inSlowenien
- Der erste Teil der Höhlen von Škocjan (St. Kanzian) enthält Tellerstapelstalagmiten, die von Raum zu Raum größer werden, der zweite Teil imposante Sinterbecken.
- Die Höhlen von Postojna gehören mit einer Länge von etwa 20 Kilometern zu den größten für Touristen erschlossenen Tropfsteinhöhlen. Sie werden zum Teil mit einem Minizug befahren.

## Tropfsteinhöhlen inSpanien
- Coves del Drac (zu Deutsch: Drachenhöhlen), Tropfsteinhöhle bei Porto Cristo, Mallorca, mit dem größten unterirdischen See Europas.
- Cueva de Nerja, Tropfsteinhöhle bei Nerja, Süd-Spanien

## Tropfsteinhöhlen inTschechien
- Punkwahöhlen im Mährischen Karst

## Tropfsteinhöhlen in derTürkei
- Die etwa 250 m lange Dilek Mağarası (auch Astım Mağarası, deutsch Asthmahöhle) bei Narlıkuyu an der türkischen Südküste gehört zu den Korykischen Grotten. Sie ist beleuchtet und für Besucher erschlossen. Der Luft in der Höhle wird eine therapeutische Wirkung nachgesagt.

## Tropfsteinhöhlen in denUSA
- Lechuguilla-Höhle, die „schönste Höhle der Welt“, so der Titel des wohl berühmtesten Buches über die Höhle, ist keine Schauhöhle. Sie besitzt alle vorstellbaren Tropfsteinformen.
- Wenigstens einen kleinen Eindruck davon verschaffen die Carlsbad Caverns nebenan.
- Crystal Cave, Sequoia und Kings Canyon Nationalpark, California. Die Crystal Cave ist die einzige von acht Höhlen im Nationalpark, die für die Öffentlichkeit zugänglich ist. Im Wasserlauf der Crystal Cave leben vier einzigartige Tierarten. Es handelt sind um wirbellose Tiere (Spinnen und Asseln).
- Oregon Caves National Monument bei Medford, Oregon. Eine Tropfsteinhöhle in Marmorgestein.
- Timpanogos Cave National Monument, südlich von Salt Lake City, Utah. Mit vielfältigen Sinterformationen, einschließlich der seltenen Excentriques.
- Kartchner Caverns State Park, südlich von Benson, Arizona.
- Luray Caverns, Virginia.
- Skyline Caverns, Virginia.
- Meramec Caverns, Missouri.